# Энрикеш де Карвалью, Гильерме
Гилье́рме Энри́кеш де Карва́лью (порт. Guilherme Henriques de Carvalho; 1 февраля 1793, Коимбра, королевство Португалия — 15 ноября 1857, Лиссабон, королевство Португалия) — португальский кардинал. Епископ Лейрии с 16 декабря 1842 по 24 ноября 1845. Девятый Патриарх Лиссабона с 24 ноября 1845 по 26 сентября 1869. Кардинал-священник с 19 января 1846, с титулом церкви Санта-Мария-сопра-Минерва с 30 ноября 1854.